# Кенасса в Бахчисарае
Бахчисарайская кенасса — культовое сооружение караимов, памятник архитектуры местного значения. Находится по адресу ул. Ленина, 67 (не путать с кенассой в Чуфут-Кале, находящейся под Бахчисараем). О её значимости говорит тот факт, что по караимскому уставу XIX века обязанности гахама до проведения очередных выборов возлагались на старшего газзана бахчисарайской кенассы.
Здание бахчисарайской кенасы выполнено из обработанного камня-известняка.
Известно, что в кенассе хранилась серебряная кружка с дарственной надписью «Бахчисарайскому караимскому обществу», подаренная в 1847 г. императрицей Александрой Фёдоровной во время посещения царской семьёй Бахчисарая. В 1910 г. эта кружка вместе с другими ценностями бахчисарайской кенассы была похищена и впоследствии переплавлена.

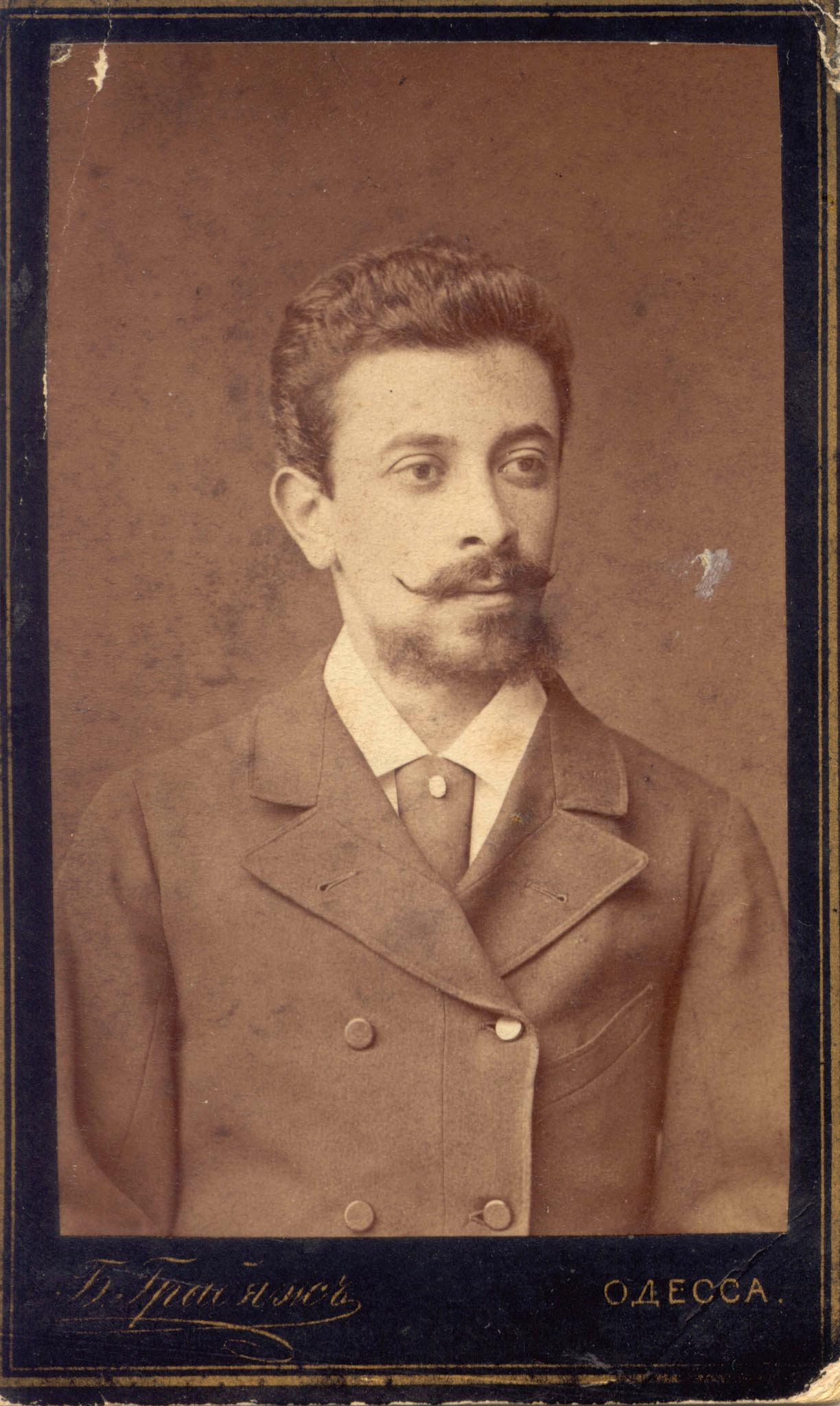
Саппак-Карабаджак Исаак Самуилович — последний газзан караимской кенасы в Бахчисарае.

7 апреля 1930 г. кенасса была закрыта решением Бахчисарайского горсовета и передана для нужд типографии Крымполиграфтреста.
В советское время в здании находился актовый зал Дворца пионеров. В настоящее время здание находится в аварийном состоянии. Постановлением Совета министров Крыма от 14.12.1992 № 261 здание бывшей кенассы включено в реестр памятников архитектуры. В 2010 году здание кенассы передано на баланс Бахчисарайского заповедника для создания на его базе этнографического музея истории и культуры крымских караимов.

#### Газзаны
| Годы службы      | ФИО                                      | Должность                                |
| ---------------- | ---------------------------------------- | ---------------------------------------- |
| 1844-1846        | Соломон Абрамович Бейм (1819—1867)       | исполняющий обязанности                  |
| 1846-1860        | Соломон Абрамович Бейм                   | старший газзан                           |
| (1844—1846)-1858 | Давид Болек                              | младший газзан                           |
| 1858             | Авраам Симович Тепси (1815—1865)         | исполняющий обязанности младшего газзана |
| 1859-1866        | Авраам Симович Тепси (1815—1865)         | младший газзан                           |
| 1864             | Самуил Ноевич Коген-Чавуш                | газзан                                   |
| 1867-1893        | Юфуда Соломонович Хаджи-Узун (1836—1893) | старший газзан                           |
| 1894-1899        | Исаак Мордехаевич Султанский             | старший газзан                           |
| 1904-1930        | Исаак Самуилович Сапак                   | младший газзан                           |